# Богдан Томенчук
Богдан Томенчук (укр. Богдан Петрович Томенчук 3. септембра 1950) — Украјински историчар, археолог. Аутор новог концепта оснивања и еволуције града Халича.

## Биографија
Рођен је у селу Тсениава. Ради на Катедри за општу историју 1999-2006, на Катедри за археологију од 2006. године.
Учесник експедиције у Ермитажу.
Године 1998. одбранио је докторску дисертацију на тему: Некропола Халичке и Халицијске земље (Халичко-Буковинско Прикарпатје). Бохдан Томенцхук је аутор новог концепта оснивања и еволуције града Халича.
Томенчук сарађује са археолошким институтима Хрватске

## Внешние ссылки
1. 1 2  „Томенчук Богдан Петрович”. Кафедра етнології і археології (на језику: украјински). Приступљено 2023-10-15.
2. ↑  „IНСТИТУТ ЕТНОСОЦІАЛЬНИХ ДОСЛІДЖЕНЬ: Представляем: Богдан Томенчук”. IНСТИТУТ ЕТНОСОЦІАЛЬНИХ ДОСЛІДЖЕНЬ. 2019-04-30. Приступљено 2023-10-15.
3. ↑  „Участь у першій весняній сесії Українсько-хорватського академічного форуму”. Кафедра етнології і археології (на језику: украјински). 2021-03-23. Приступљено 2023-10-15.